# Walckenaerianus
Walckenaerianus Wunderlich, 1995 è un genere di ragni appartenente alla famiglia Linyphiidae.

## Distribuzione
Le due specie oggi attribuite a questo genere sono state reperite nella regione paleartica.

## Tassonomia
A giugno 2012, si compone di due specie:
- Walckenaerianus aimakensis Wunderlich, 1995[3] — Russia, Mongolia
- Walckenaerianus esyunini Tanasevitch, 2004 — Bulgaria, Russia, Kazakistan

### Sinonimi
- Walckenaerianus aemonic (Deltshev, 2005); esemplari trasferiti dal genere Hypomma Dahl, 1886, e riconosciuti in sinonimia con W. esyunini Tanasevitch, 2004, a seguito di un lavoro dello stesso Tanasevitch del 2010e[1].